# Last Days at the Lodge
Last Days at the Lodge è il terzo album in studio del cantautore statunitense Amos Lee, pubblicato nel 2008.

## Tracce
1. Listen – 3:10
2. Won't Let Me Go – 4:17
3. Baby I Want You – 3:00
4. Truth – 3:23
5. What's Been Going On – 4:15
6. Street Corner Preacher – 3:14
7. It Started to Rain – 3:05
8. Jails and Bombs – 2:53
9. Kid – 3:11
10. Ease Back – 4:32
11. Better Days – 2:50

## Formazione
- Amos Lee – voce, chitarra
- Doyle Bramhall II – chitarra
- Spooner Oldham – tastiera
- Pino Palladino – basso
- James Gadson – batteria
- Rami Jaffee – tastiera (1, 5)
- Jamie Muhoberac – tastiera (2, 8)
- Larry Gold – arrangiamento archi (5)
- Greg Leisz – pedal steel, banjo (3, 10)
- Justin Stanley – tastiera (6), basso (6), batteria (5, 6), percussioni (5)
- Don Was – tastiera (9), basso acustico (10), rumori (6)
- Patrick Leonard – harmonium (9), organo B-3 (9)